# Mistrzostwa Świata Juniorów w Bobslejach 2012
Mistrzostwa Świata Juniorów w Bobslejach 2012 odbywały się w dniach 28 stycznia – 29 stycznia 2012 roku w austriackim Igls. Odbyły się trzy konkurencje – dwójka kobiet, dwójka mężczyzn oraz czwórka mężczyzn.

## Wyniki

### Dwójka kobiet
W rozegranych 26 stycznia 2012 roku zawodach mistrzostw świata juniorów w konkurencji dwójki kobiet triumfowały reprezentantki Austrii Christina Hengster oraz Anna Feichtner.
| Miejsce | Zawodnicy                              | Kraj     | Pierwszy ślizg | Drugi ślizg | Czas    | Strata |
| ------- | -------------------------------------- | -------- | -------------- | ----------- | ------- | ------ |
|         | Christina Hengster Anna Feichtner      | Austria  | 53.98          | 53.99       | 1:47.97 | –      |
|         | Stefanie Szczurek Franziska Bertels    | Niemcy   | 54.06          | 54.12       | 1:48.18 | + 0.21 |
|         | Carolin Zenker Stephanie Schneider     | Niemcy   | 54.36          | 54.43       | 1:48.79 | + 0.82 |
| 4.      | Miriam Wagner Franziska Fritz          | Niemcy   | 54.55          | 54.43       | 1:48.98 | + 1.01 |
| 5.      | Marije van Huigenbosch Sanne Dekker    | Holandia | 54.73          | 54.76       | 1:49.49 | + 1.52 |
| 6.      | Ekaterina Kostromina Natalia Kałasznik | Rosja    | 54.62          | 55.01       | 1:49.63 | + 1.66 |

### Dwójka mężczyzn
W rozegranych 28 stycznia 2012 roku zawodach mistrzostw świata juniorów w konkurencji dwójki mężczyzn triumfowali reprezentanci Łotwy Oskars Melbārdis oraz Jānis Strenga.
| Miejsce | Zawodnicy                          | Kraj     | Pierwszy ślizg | Drugi ślizg | Czas    | Strata |
| ------- | ---------------------------------- | -------- | -------------- | ----------- | ------- | ------ |
|         | Oskars Melbārdis Jānis Strenga     | Łotwa    | 53.04          | 53.13       | 1:46.17 | –      |
|         | Benjamin Schmid Marko Huebenbecker | Niemcy   | 53.28          | 53.17       | 1:46.45 | + 0.28 |
|         | Ivo de Bruin Bror van der Zijde    | Holandia | 53.37          | 53.46       | 1:46.83 | + 0.66 |
| 4.      | Ugis Zalims Raivis Zirups          | Łotwa    | 53.77          | 53.42       | 1:47.19 | + 1.02 |
| 5.      | Loïc Costerg Romain Heinrich       | Francja  | 53.57          | 53.70       | 1:47.27 | + 1.10 |
| 6.      | Matthias Boehmer Thorsten Margis   | Niemcy   | 53.74          | 53.60       | 1:47.34 | + 1.17 |
| 20.     | Mateusz Luty Daniel Zalewski       | Polska   | 54.26          | 54.33       | 1:48.59 | + 2.42 |

### Czwórka mężczyzn
W rozegranych 29 stycznia 2012 roku zawodach mistrzostw świata juniorów w konkurencji czwórki mężczyzn triumfowali reprezentanci Łotwy.
| Miejsce | Zawodnicy                                                       | Kraj       | Pierwszy ślizg | Drugi ślizg | Czas    | Strata |
| ------- | --------------------------------------------------------------- | ---------- | -------------- | ----------- | ------- | ------ |
|         | Oskars Melbārdis Helvijs Lūsis Arvis Vilkaste Jānis Strenga     | Łotwa      | 52.17          | 52.19       | 1:44.36 | –      |
|         | Nikita Zarharow Jurij Seliczkow Ilvir Huzin Petr Moisew         | Rosja      | 52.44          | 52.37       | 1:44.81 | + 0.45 |
|         | Benjamin Schmid Marko Huebenbecker Steven Deja Fabian Heinemann | Niemcy     | 52.45          | 52.38       | 1:44.83 | + 0.47 |
| 4.      | Martin Suter Clemens Bracher Thomas Ruf Simon Friedli           | Szwajcaria | 52.63          | 52.48       | 1:45.11 | + 0.75 |
| 5.      | Ugis Zalims Kristaps Kalnins Raivis Voitkuns Raivis Zirups      | Łotwa      | 52.66          | 52.54       | 1:45.20 | + 0.84 |
| 6.      | David Ludwig Cliff Denner Fabian Gneupel Thorsten Margis        | Niemcy     | 52.70          | 52.57       | 1:45.27 | + 0.91 |
| 12.     | Mateusz Luty Mariusz Ślepokura Daniel Zalewski Jakub Pawilojc   | Polska     | 52.98          | 52.98       | 1:45.96 | + 1.60 |